# Trottoir roulant rapide

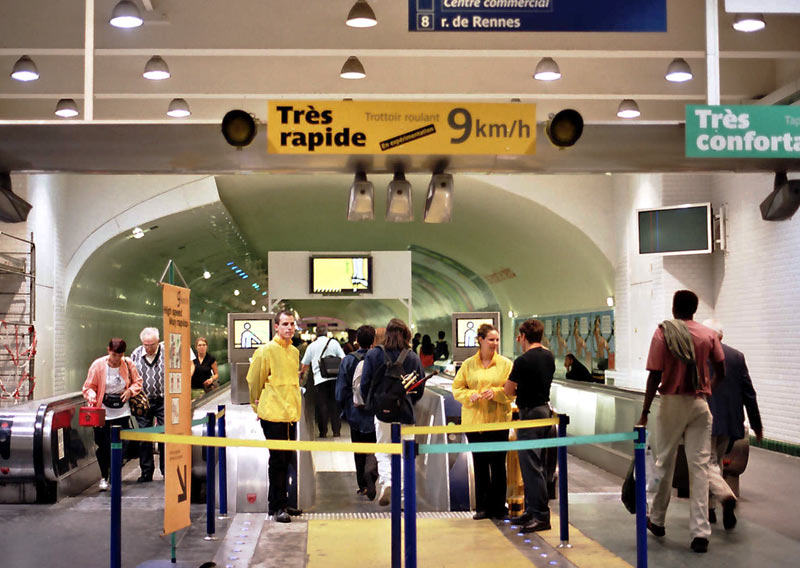
Le trottoir roulant rapide en 2005.

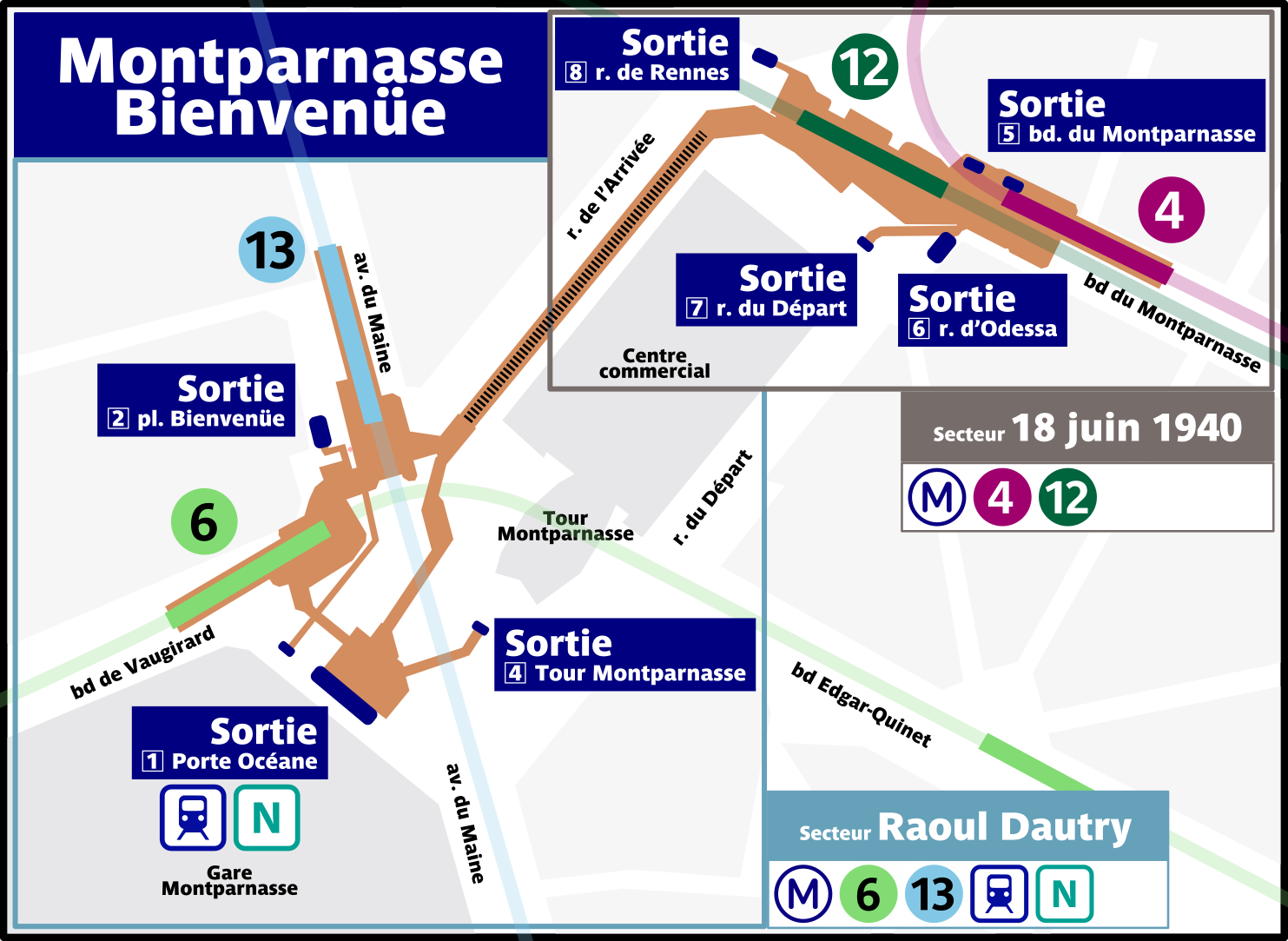
Plan de la station Montparnasse - Bienvenüe.

Le trottoir roulant rapide (TRR) est un tapis roulant expérimental construit par la société « Constructions industrielles de la Méditerranée » (CNIM). Installé en 2002 à la station Montparnasse - Bienvenüe du métro de Paris, il a atteint pendant une période la vitesse de 11 km/h (3 m/s) contre 3 km/h (0,8 m/s) pour les tapis roulants adjacents. Il a été démonté en septembre 2009 du fait d'une trop faible disponibilité, pour être remplacé par un tapis roulant classique en mars 2011.

## Historique
Le TRR a été développé par la société CNIM en partenariat avec la RATP. Le conseil régional d'Île-de-France a financé le trottoir à hauteur de 25 %, la RATP prenant 50 % à sa charge et le Syndicat des transports d'Île-de-France (STIF) les 25 % restants, pour un total de 4,5 millions d'euros. Il a été inauguré le 2 juillet 2002.
Le TRR fonctionna d'abord à la vitesse de 11 km/h (3 m/s), mais en raison de fréquentes chutes de voyageurs et de divers accidents, la vitesse fut réduite à 9 km/h (2,5 m/s), qui demeure beaucoup plus rapide que celle des autres trottoirs roulants, qui est d'environ 4 km/h. Avant son abandon, la vitesse du TRR était descendue au même niveau que celle des autres tapis roulants.
Le trottoir rapide reçut l'agrément définitif d'exploitation commerciale en 2005.
La RATP a annoncé en mai 2009 qu'il serait démonté et remplacé en mars 2011 par un trottoir roulant classique, en raison de « nombreuses réclamations de la clientèle relatives à la sécurité et au manque de fiabilité ». Une raison de l'abandon par la RATP est que les versements du STIF sont soumis à un système de bonus-malus lié à des objectifs de disponibilité de tous les matériels gérés, quels qu'ils soient. Or, la disponibilité du tapis roulant rapide était de seulement 60 % en 2008.

## Description
D'une longueur de 180 mètres environ, le trottoir roulant rapide permettait de relier les lignes 4 et 12, d'une part, aux lignes 6 et 13 et à la gare SNCF, d'autre part.
Le TRR est divisé en trois parties. La partie centrale, qui est la plus longue, est un trottoir roulant classique, ou « transporteur », mais circulant à la vitesse constante de 11 km/h (3 m/s), soit quatre fois celle d'un trottoir ordinaire. Pour accéder au transporteur, une partie « accélérateur », faite de rouleaux massants, permet en quelques mètres de passer de la vitesse du pas à la vitesse de croisière. Un décélérateur au bout du tapis joue le rôle inverse. Les passages de l'accélérateur au transporteur et du transporteur au décélérateur sont les moments délicats pour les voyageurs, qui doivent se tenir à la main courante, synchrone avec la vitesse d'un bout à l'autre du TRR.
À la vitesse de 11 km/h, il devait procurer un gain de 15 minutes par semaine à un usager quotidien. 
La main courante du tapis roulant était de conception particulièrement complexe, car elle devait être parfaitement synchronisée avec le tapis. Elle a été conçue par le bureau d’études SA2P puis récupéré par la CNIM.
Le TRR était réversible : la direction dans laquelle il transportait les personnes pouvait être modifiée en cours de journée.
L'abécédaire sur les murs autour du TRR a été conçu par Bernard Baissait et son agence de graphisme.